# Cyclosiella dulcicula
Cyclosiella dulcicula là một loài bướm đêm thuộc phân họ Arctiinae, họ Erebidae.